# Exochus intermedius
Exochus intermedius là một loài tò vò trong họ Ichneumonidae.